# Comte de Vernay
Louis Charles Raoul de la Barre de Nanteuil (1825-1871), vescomte de la Barre de Nanteuil, conegut com el Comte de Vernay, va ser un famós fotògraf que va treballar a Espanya i es va convertir en fotògraf de la Casa Reial. És autor de les primeres fotografies conservades d'una cursa de braus (corrida de toros) a Espanya (El Port de Santa María, 1859) i d'un àlbum de fotografies de Montserrat que va oferir a la reina Isabel II d'Espanya.

## Biografia
Louis Charles Raoul de la Barre de Nanteuil va néixer en Saint-Denis (illa Bourbon, des de 1848 Illa de la Reunió) el 17 de maig de 1825, fill de Louis Eustache Théodore (1802-1871), Comte de Nanteuil, i Marie Laurencine Bédier de Prairie.

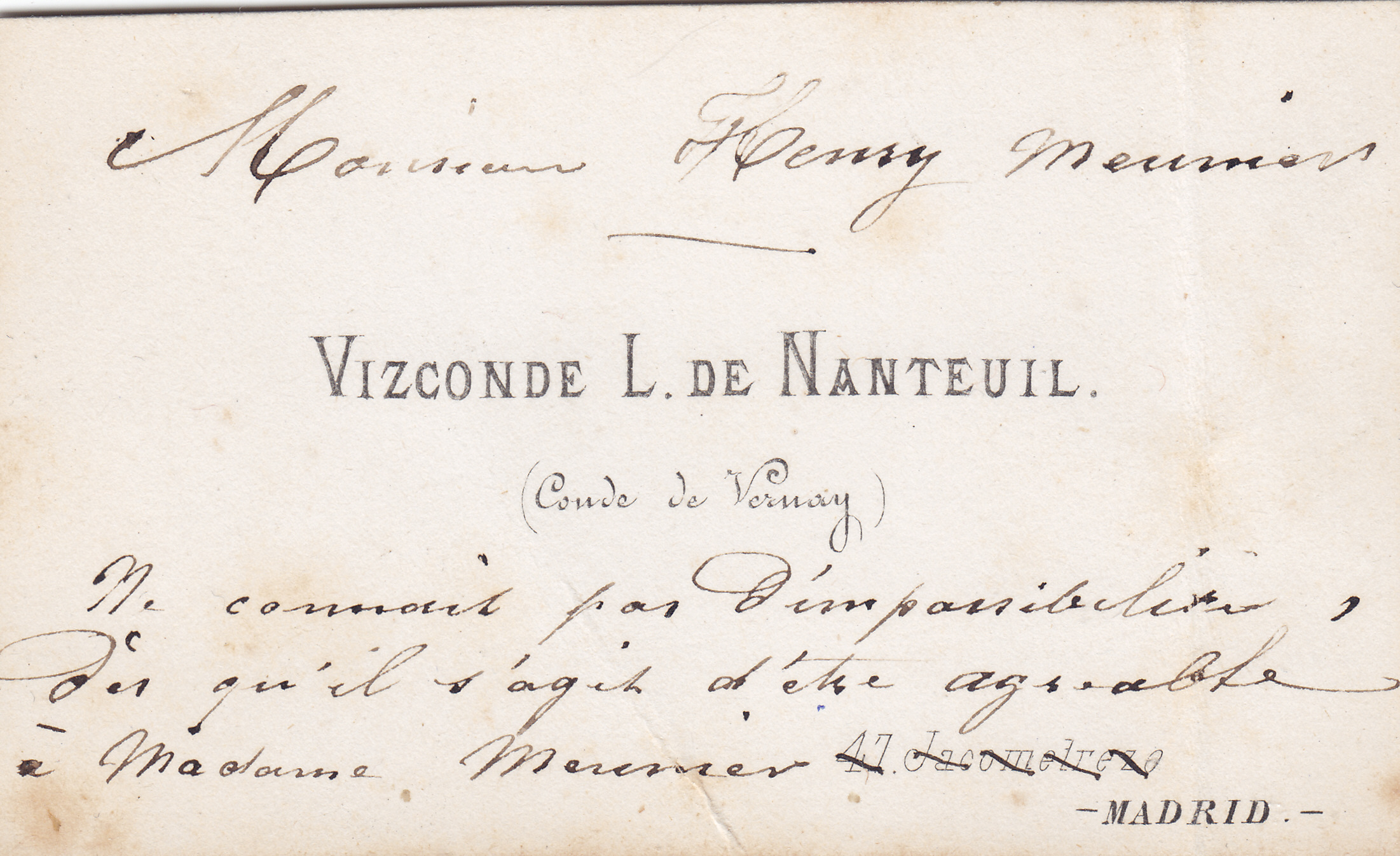
Targeta de visita del vescomte L. de Nanteuil (Conde de Vernay) dirigida a Monsieur Henry Meunier

Segons el seu propi relat, en 1844 va participar en l'ambaixada francesa a la Xina de Théodose de Lagrené. També va viatjar a Oceania, Santa Elena, el Cap de Bona Esperanza i Àfrica. En aquesta mateixa crònica, Vernay assegura haver tornat a França amb el Comte Aguado, Olympe Aguado, amb qui s'hauria iniciat en l'art de la fotografia.
Les primeres notícies de la seva arribada a Espanya daten de 1859. Sempre ja sota el títol de Conde de Vernay, es va establir com a fotògraf a Sevilla (ara afirmant ser deixeble de Nadar), mentre la seva esposa Henriette feia concerts de violí. Aquest estiu va treballar per a Antoine d'Orléans, duc de Montpensier, i el 25 de juliol va fotografiar una corrida de toros que va tenir lloc en El Port de Santa María, Cadis.
Aquesta tardor, la parella va partir cap a Nova Orleans, on la Comtessa de Vernay va tenir un gran èxit amb els seus concerts, viatjant també a Cuba i Puerto Rico. No hi ha registre de l'activitat fotogràfica del Comte durant aquest període.

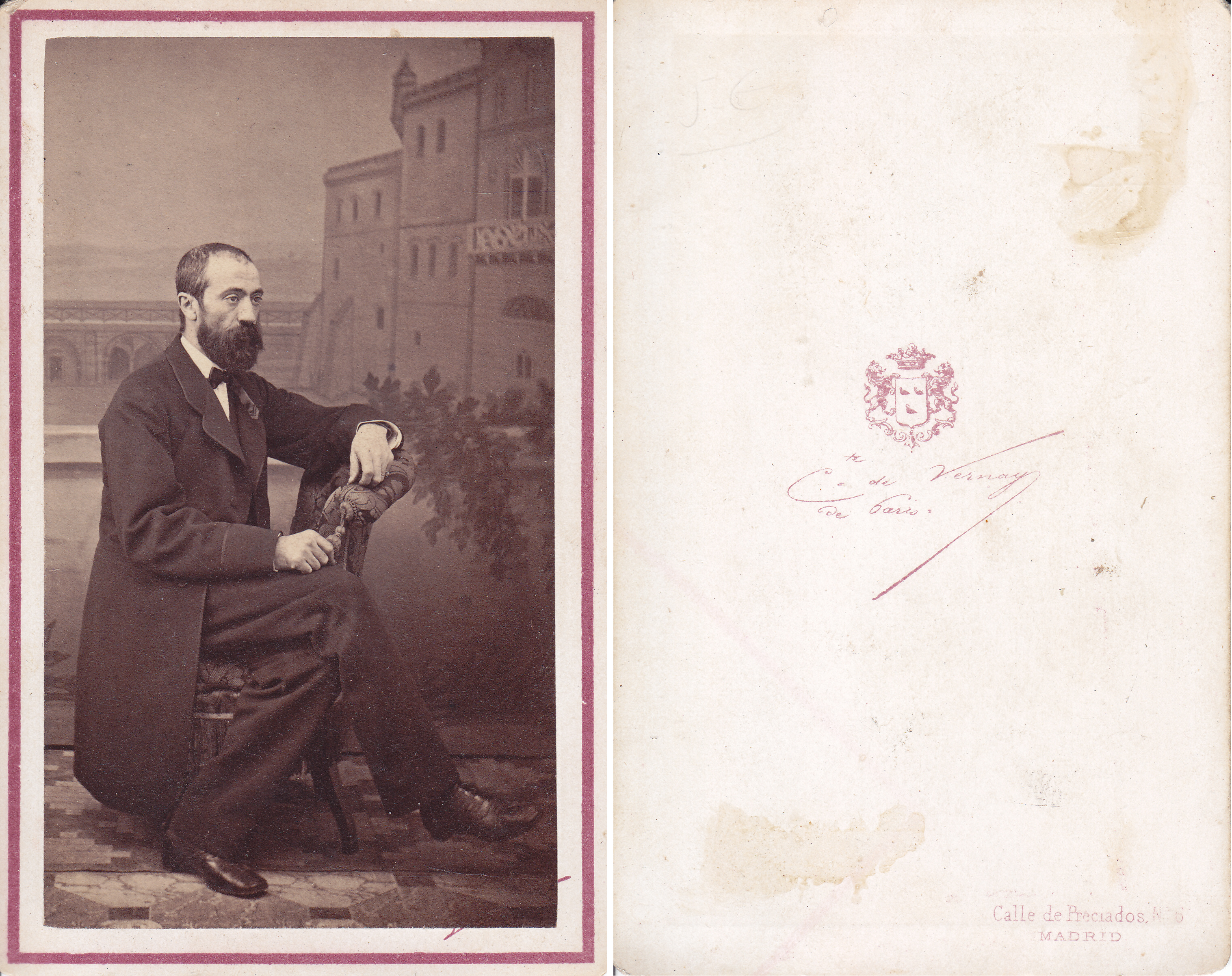
Fotografia en format targeta de visita en l'estudi del comte de Vernay a Madrid, carrer Preciados 6

El juliol del 1861, el comte de Vernay va arribar a Barcelona, sense que tinguem ja notícies de la seva dona (en el registre de veïns de Madrid de 1865 figura com a vidu). Va obrir una galeria de fotografia en el número 36-38 de la Rambla del Centro, que continuaria funcionant fins a 1863. Mentrestant, en la tardor de 1862, es trasllada a Madrid i obre un estudi al carrer Preciados 6, on el fotògraf Rafael Castro Ordoñez havia tingut el seu.
Després de la mort de Charles Clifford, en el mateix mes de gener de 1863, el comte de Vernay li va substituir com a fotògraf de la Casa Reial, i pocs mesos després va rebre l'orde de Carles III. Tot sembla indicar que va saber mantenir molt bones relacions amb la monarquia i amb l'aristocràcia.

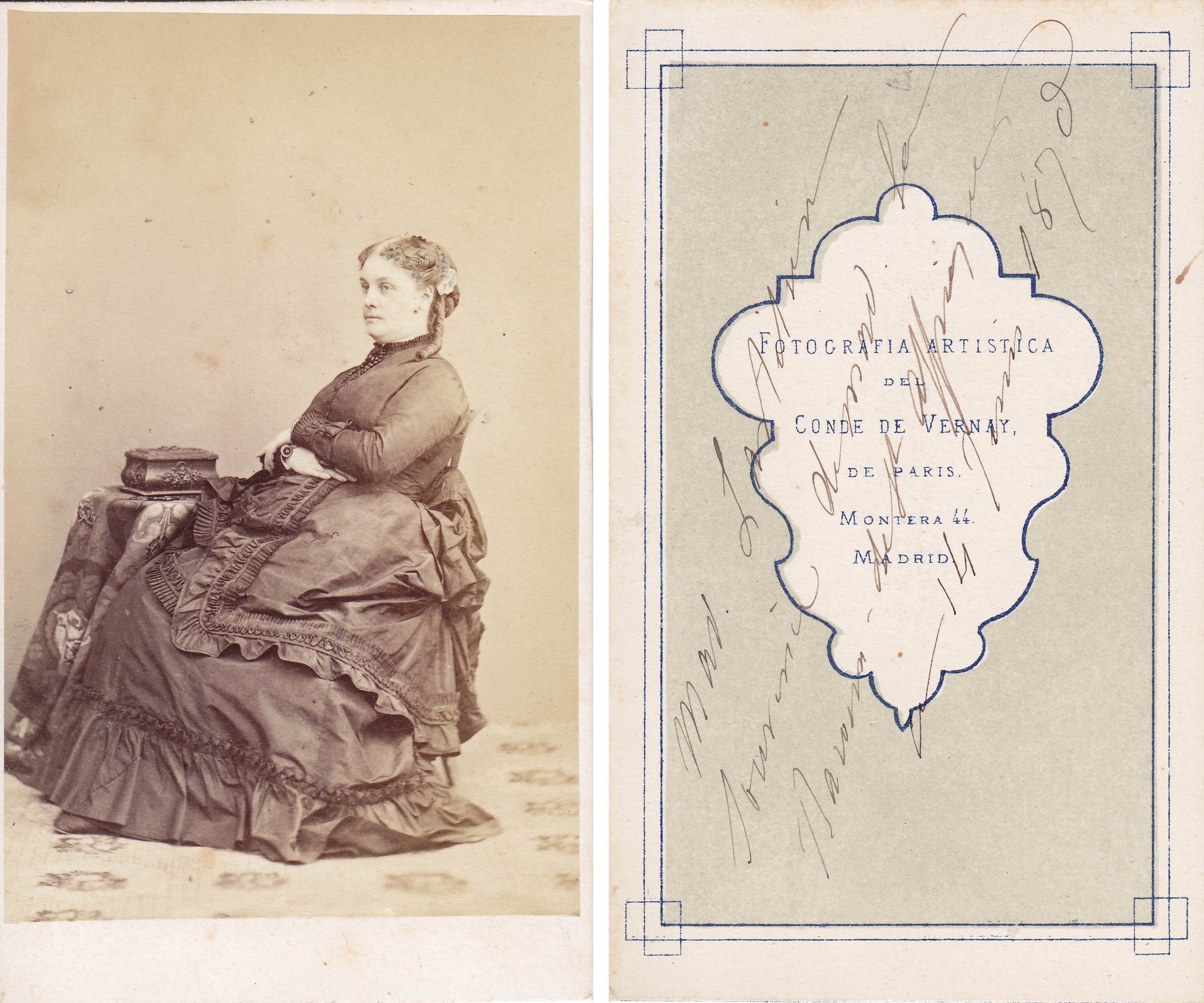
Fotografia en format targeta de visita d'una dama, en l'estudi del Comte de Vernay a Madrid, carrer Montera 44

El setembre del 1864, quan havia deixat el seu estudi en Preciados 6 i preparava un nou en Pontejos 6 (Pedro Martínez de Hebert havia tingut allí el seu estudi entre 1862 i 1863), Disdéri anuncia la seva pròxima visita a Madrid i que buscava un lloc adequat per a construir una galeria fotogràfica. El Comte de Vernay li ofereix el seu nou taller en Pontejos 6. Aquesta és l'única vegada que s'esmenta a Louis Charles Raoul com a comte de Vernay en la premsa francesa. Segons l'article publicat en L'Europe artiste, el comte de Vernay s'hauria donat a conèixer per primera vegada a París com a pintor. Violinista aficionat i alumne de Henri Vieuxtemps, posseïa un Stradivarius. Durant la seva estada a Espanya va fer alguns recitals.
Al desembre de 1864, el Comte de Vernay ja estava treballant en el seu taller de Pontejos, i Disdéri va partir per a obrir un nou establiment en Príncipe, 14. En la primavera de 1865, Vernay va tancar el seu estudi i es va embarcar en una expedició fotogràfica per la línia fèrria del Mediterrani, via Cartagena i Andalusia, però després d'un accident es va perdre tota la seva producció. El Comte de Vernay va romandre en Pontejos poc més d'un any, i al març de 1866 es va traslladar a Montera 44 (al febrer de 1865 s'havia traslladat allí el fotògraf Alfonso Begue Gamero, i un any més tard traspassava la galeria fotogràfica). Encara que els anuncis de la fotografia del comte de Vernay en aquest establiment duren fins a juny de 1873, en el cens d'habitants de Madrid de 1868 apareix com a absent, i en el de 1869 només hi apareixen Félix Cleugniet i la seva família (més tard, Cleugniet escriu "successor de la fotografia artística del comte de Vernay" en les seves targetes de visite). En efecte, en l'estiu de 1866, segons la premsa, Vernay torna al seu país, abandonant la vida d'artista per a dedicar-se a tasques administratives, i deixant el seu negoci de fotografia a un operador parisenc.
La premsa francesa esmenta una visita del vescomte de la Barre de Nanteuil a la ex regna Isabel II d'Espanya durant el seu exili a París a l'octubre de 1868. La seva adhesió a la ex monarca espanyola es confirma en una carta al director de L'Evénement i Le Mémorial des Pyrénées defensant el dret de la ex regna a les seves joies. Potser mai va tornar a Espanya. El 25 de febrer de 1871, Louis Charles Raoul, vescomte de la Barre de Nanteuil, moria a París a la seva casa de la Place de la Madeleine, 2.
El seu nom encara figura en la llista de fotògrafs madrilenys de 1876.

## Col·leccions
- Arxiu Fotogràfic de la Comunitat de Madrid[33]
- Biblioteca del Palau Real de Madrid[34]
- Biblioteca Nacional d'Espanya[35]
- Fundació Infants Ducs de Montpensier, Granada